# Quiina blackii
Quiina blackii är en tvåhjärtbladig växtart som beskrevs av João Murça Pires. Quiina blackii ingår i släktet Quiina och familjen Ochnaceae. Inga underarter finns listade i Catalogue of Life.